# Estadio Félix Capriles
Estadio Félix Capriles is een voetbalstadion in de Boliviaanse stad Cochabamba.
Vaste bespelers zijn Club Jorge Wilstermann en Club Aurora, clubs uit de hoogste afdeling van het Boliviaanse profvoetbal, de Liga de Fútbol Profesional Boliviano. De capaciteit van het in 1938 geopende complex bedraagt 32.000 toeschouwers.
Het stadion was gastheer van de strijd om de Copa América 1963 en de Copa América 1997. Het Boliviaans voetbalelftal speelt regelmatig interlands in dit stadion.